# Shafter (California)
Shafter, fundada en 1938, es una ciudad ubicada en el condado de Kern en el estado estadounidense de California. En el año 2000 tenía una población de 12,736 habitantes y una densidad poblacional de 273.3 personas por km².

## Geografía
Shafter se encuentra ubicada en las coordenadas 35°30′N 119°16′O / 35.500, -119.267. Según la Oficina del Censo, la ciudad tiene un área total de 46,6 km² (18,0 mi²), de la cual 46,6 km² (18,0 mi²) es tierra y 0 km² (0 mi²) (0%) es agua.

## Demografía
Según la Oficina del Censo en 2000 los ingresos medios por hogar en la localidad eran de $29,515, y los ingresos medios por familia eran $31,457. Los hombres tenían unos ingresos medios de $31,605 frente a los $21,603 para las mujeres. La renta per cápita para la localidad era de $10,961. Alrededor del 29.2% de la población estaban por debajo del umbral de pobreza.